# Brother Bear 2
Brother Bear 2 (en España: Hermano oso 2; en Hispanoamérica: Tierra de osos 2) es una película de animación estadounidense realizada por los estudios Disney, dirigida por Ben Gluck. Fue estrenada en vídeo en el año 2006.
Es la secuela de Brother Bear.

## Argumento
Varios meses después de los eventos de la primera película, Kenai, ahora un oso de las cavernas, está viviendo felizmente con su hermano adoptivo Koda. Tras haber despertado de la hibernación , los osos comienzan a viajar a Crowberry Ridge para las primeras bayas de la temporada. Sin embargo, Kenai está obsesionado por los recuerdos de su amiga de la infancia Nita, a quien le dio un amuleto especial hace muchos años después de salvarla de ahogarse. Nita, ahora crecida, se casará con Atka, un hombre de un pueblo Inuit cercano. Sin embargo, el día de la boda, los espíritus aparecen en forma de una tormenta que provoca que se abra una fisura en el suelo entre Nita y Atka, para gran horror de Nita. Creyendo que es un signo, Nita consulta a la chamana más sabia de las tribus. Al comunicarse con los Espíritus, la chamán revela que el amuleto que Kenai le dio a Nita hace tantos años la unió a ella y a Kenai. La única forma de que Nita corte el vínculo y sea capaz de casarse con Atka es encontrar a Kenai, ir con él a Hokani Falls (donde Kenai le dio el amuleto a Nita), y quemar el amuleto en la víspera del Equinoccio , devolviendo así el vínculo a los espíritus El chamán concede a Nita la capacidad de comunicarse con Kenai y la otra vida silvestre para este viaje.
Finalmente, Kenai y Koda se encuentran con Nita. Al principio, Kenai se niega a destruir el vínculo, pero Nita le dice que los Espíritus pueden convertirlo de nuevo en un ser humano y enviarlo a buscarla. Bajo presión de Nita y Koda, quien está preocupado de que él y Kenai ya no puedan ser hermanos si esto sucede, Kenai cede y los tres llegan a Hokani Falls. Mientras pasan más tiempo juntos, Kenai y Nita reavivan su antigua amistad, para gran parte de los celos de Koda. Una noche, Nita le pregunta a Kenai si alguna vez pensó en volver a ser humano. Cuando Kenai dice que lo ha considerado, Koda escucha esto y corre por la montaña, afligido porque Kenai puede dejarlo. Nita encuentra a Koda escondida en una cueva, pero ambos quedan atrapados en una avalancha y Kenai apenas los rescata. Kenai regaña a Koda por casi conseguir que lo maten, pero los dos se reconcilian con Kenai asegurándole a Koda que nunca lo dejaría.
El trío eventualmente llega a Hokani Falls, donde queman el amuleto. Sin él, Nita ya no puede comunicarse con Kenai o Koda, por lo que se despide. Al ver lo deprimido que está Kenai y darse cuenta de que ama a Nita, Koda secretamente le pide a su madre en el mundo de los espíritus que convierta a Kenai en un humano para que pueda ser feliz. A la mañana siguiente, Rutt y Tuke (a quienes Kenai, Koda y Nita se toparon varias veces durante el viaje, y a quienes Nita ayudó a cortejar a un par de alces canadienses) informaron a Kenai que Koda fue al pueblo a buscar a Nita. Sabiendo que Koda podría ser asesinado, Kenai lo sigue.
En el pueblo, las tribus se preparan para la boda una vez más, pero Nita, al darse cuenta de sus sentimientos por Kenai, le dice a su padre que no puede casarse con Atka. En ese momento, Koda crea una gran conmoción en el pueblo para llamar la atención de Nita, mientras que Kenai llega para recuperar a Koda. Rutt y Tuke rescatan a Koda de dos de los aldeanos, mientras que Atka lucha contra Kenai, empujándolo desde un acantilado hacia aguas poco profundas. Nita se precipita ha ayudar a Kenai, donde los dos se profesan su amor mutuo. Los espíritus parecen hacer que Kenai vuelva a ser humano, lo que le permite a Nita comunicarse con Kenai y Koda. Kenai le dice a Nita que no puede volver a ser humano y dejar a Koda, pero Nita le dice que puede estar con él. Con la bendición de su padre, los Espíritus transforman a Nita en un oso. La película termina con la boda de Kenai y Nita que las tribus, los osos, Rutt, Tuke y sus compañeros miran felices.

## Elenco de voces
| Personaje         | Voz Original Estados Unidos | Doblaje (Hispanoamérica) | Doblaje España     |
| ----------------- | --------------------------- | ------------------------ | ------------------ |
| Kenai             | Patrick Dempsey             | Óscar Flores             | Juan Antonio Soler |
| Koda              | Jeremy Suarez               | César Iván Filio         | Miguel Rius        |
| Rutt              | Rick Moranis                | Luis Daniel Ramírez      | Salvador Aldeguer  |
| Tuke              | Dave Thomas                 | Mario Filio              | Abraham Aguilar    |
| Tug               | Michael Clarke Duncan       | Rogelio Guerra           | Pablo Adán         |
| Nita              | Mandy Moore                 | Romina Marroquín Payró   | Mar Bordallo       |
| Kata              | Catherine O'Hara            | Toni Rodríguez           | Ana María Marí     |
| Anda              | Andrea Martin               | Marcela Páez             | Inma Gallego       |
| Innoko            | Wanda Sykes                 | Eugenia Avendaño         | Matilde Conesa     |
| Siquiniq          | Wendie Malick               | Rebeca Patiño            | Victoria Angulo    |
| Taqquiq           | Kathy Najimy                | Lourdes Morán            | Isabel Donate      |
| Bering / Chilkoot | Jim Cummings                | Salvador Nájar           | Carlos Ysbert      |
| Bering / Chilkoot | Jim Cummings                | Héctor Lama Yazbek       | Carlos Kainowsky   |
| Atka              | Jeff Bennett                | Ricardo Tejedo           | Juan Logar Jr.     |
| Hoonah            | Tress MacNeille             |                          |                    |